# Alek Álvarez
Alek Álvarez Bermúdez (ur. 2 kwietnia 2003 w mieście Meksyk) – meksykański piłkarz występujący na pozycji skrzydłowego, od 2025 roku zawodnik Toluki.